# Vinslövs landsfiskalsdistrikt
Vinslövs landsfiskalsdistrikt var 1918-1951 ett landsfiskalsdistrikt i Kristianstads län, bildat när Sveriges indelning i landsfiskalsdistrikt trädde i kraft den 1 januari 1918, enligt beslut den 7 september 1917. När Sveriges nya indelning i landsfiskalsdistrikt trädde i kraft den 1 januari 1952 (enligt kungörelsen 1 juni 1951) upplöstes distriktet och dess område införlivades i Hässleholms landsfiskalsdistrikt.
Landsfiskalsdistriktet låg under länsstyrelsen i Kristianstads län.

## Ingående områden
Den 1 januari 1934 utbröts Vinslövs köping ut ur Vinslövs landskommun.

### Från 1918
Västra Göinge härad:
- Gumlösa landskommun
- Ignaberga landskommun
- Norra Sandby landskommun
- Nävlinge landskommun
- Sörby landskommun
- Vinslövs landskommun
- Önnestads landskommun

### Från 1934
Västra Göinge härad:
- Gumlösa landskommun
- Ignaberga landskommun
- Norra Sandby landskommun
- Nävlinge landskommun
- Sörby landskommun
- Vinslövs köping
- Vinslövs landskommun
- Önnestads landskommun

### Från 1 oktober 1941
Västra Göinge härad:
- Gumlösa landskommun
- Ignaberga landskommun
- Norra Sandby landskommun
- Nävlinge landskommun
- Sörby landskommun
- Vinslövs köping
- Vinslövs landskommun
- Önnestads landskommun